# Abborrtjärnen (Ramsjö socken, Hälsingland)
Abborrtjärnen är en sjö i Ljusdals kommun i Hälsingland och ingår i Ljusnans huvudavrinningsområde. Sjön har en area på 0,0239 kvadratkilometer och ligger 439 meter över havet.

## Delavrinningsområde
Abborrtjärnen ingår i det delavrinningsområde (688446-149076) som SMHI kallar för Mynnar i Gussjön. Medelhöjden är 430 meter över havet och ytan är 5,3 kvadratkilometer. Det finns inga avrinningsområden uppströms utan avrinningsområdet är högsta punkten. Vattendraget som avvattnar avrinningsområdet har biflödesordning 4, vilket innebär att vattnet flödar genom totalt 4 vattendrag innan det når havet efter 167 kilometer. Avrinningsområdet består mestadels av skog (68 procent) och sankmarker (10 procent). Avrinningsområdet har 0,58 kvadratkilometer vattenytor vilket ger det en sjöprocent på 11 procent.